# Onthophagus gorodinskii
Onthophagus gorodinskii är en skalbaggsart som beskrevs av Kabakov 2008. Onthophagus gorodinskii ingår i släktet Onthophagus och familjen bladhorningar. Inga underarter finns listade i Catalogue of Life.